# Royal Cercle sportif libramontois
Maillots
Dernière mise à jour : 3 août 2017.
Le Royal Cercle sportif libramontois est un club belge de football localisé à Libramont dans la province de Luxembourg. Il porte le matricule 1590. Ses couleurs sont mauve et blanc.
Dans l'ordre chronologique, le R. CS libramontois est le 7e club de la province de Luxembourg à atteindre les séries nationales du football belge (aussi le 7e club de sa province à jouer au 3e niveau national). Il est un des quatre clubs luxembourgeois fondateurs de la Promotion en tant que 4e niveau national en 1952.
Le club a joué 23 saisons en séries nationales (dont 4 au 3e niveau). En 2023-2024, il évolue en première provinciale.

## Repères historiques

### Pré-histoire
- 1926 : Fondation de L'Avenir libramontois football club (qui est le club "catholique") et fondation de la localité et s'affilie à la Jeunesse sportive libramontoise (qui est le club "libéral"). Ces deux clubs sont affiliés à l'URBSFA le même jour à savoir le 06/06/1926.
- 1926 : décembre, L'Avenir libramontois football club se voit attribuer le matricule 729, alors que la Jeunesse sportive libramontoise reçoit le matricule 730.
- 1930 : 07/04/1930, L'Avenir libramontois football club (729) qui ne participe pas au championnat 1929-1930, est radié des registres de la Fédération belge
- 1930 : 04/08/1930, d'anciens membres de L'Avenir libramontois football club (729) et de laJeunesse sportive libramontoise (730) se mettent d'accord et s'unissent pour fonder le Cercle sportif libramontois qui est affilié à l'URBSFA qui lui attribue le matricule 1590.
- 1930 : 03/11/1930, la Jeunesse sportive libramontoise (730) qui ne participe pas au championnat 1929-1930, est démissionnée de la Fédération belge.

### Histoire
- 1932 : À la fin du championnat 1931-1932, le Cercle sportif libramontois (1590) est champion de 3e Régionale luxembourgeoise et monte en 2e Régionale. À cette époque c'est le plus haut niveau "régional", juste en dessous des séries nationales (Promotion (D3)).
- 1940 : Le Cercle sportif libramontois (1590) remporte un mini-championnat appelé "compétition de secours" car en raison de la "Mobilisation générale" de nombreux jeunes gens sont "partis soldats". La compétition n'a pas de valeur officielle et le club n'est donc pas promu en "nationale".
- 1943 : Les compétitions de la saison 1941-1942 redeviennent officielles. Le Cercle sportif libramontois (1590) remporte le 2e "Championnat de guerre" de la 2e provinciale luxembourgeoise (la P1 n'existe pas encore) et monte en séries nationales pour la première fois de son Histoire.
- 1944 : Au terme de son premier championnat en séries nationales, le Cercle sportif libramontois (1590) connaît une saison difficile à bien des égards. L'apprentissage sportif est rude et l'équipe termine dernière. Mais il y a aussi le contexte difficile de la guerre. Le club effectue de longs déplacements depuis ses Ardennes natales. Les voyages sont de véritables aventures. Régulièrement, les joueurs prennent le train tôt la veille du match, car les lignes ferroviaires font souvent l'objet de sabotages de la part de la Résistance et donc les trains sont très en retard, quand ils ne sont pas purement et simplement annulés.
- 1945 : La Fédération belge annule les relégations subies pendant les championnats de guerre. Le Cercle sportif libramontois (1590) ne profite pas de la recomposition des séries et préfère jouer dans sa province.
- 1947 : Le Cercle sportif libramontois (1590) remporte le titre luxembourgeois et retrouve les séries nationales la saison suivante. Cette fois encore l'expérience ne dure qu'un an.
- 1950 : Le Cercle sportif libramontois (1590) remonte en "nationale" et cette fois y reste cinq saisons de suite.
- 1952 : Au terme de la saison 1951-1952, le Cercle sportif libramontois (1590) obtient le plus haut classement de son histoire avec une 9e place finale, dans sa série du 3e niveau national. Cela n'empêche pas le club de reculer d'un rang. Il reste en "nationale" mais au 4e niveau, créé à partir de la saison suivante, et qui hérite du nom de Promotion.
- 1981 : Reconnu "société royale", le Cercle sportif libramontois (1590) prend le nom de Royal Cercle sportif libramontois (1590)
- 1984 : Après 25 saison d'attente, le Royal Cercle sportif libramontois (1590) retrouve les séries nationales. Il y preste son plus long séjour avec 6 saisons consécutives de présence.
- 1987 : 29/08/1987, au 5e tour (soit les 1/32e de finale) de la Coupe de Belgique, le Royal Cercle sportif libramontois (1590) créé la sensation en éliminant l'Antwerp (D1) sur le score de 3-1. Au tour suivant, le club ardennais s'incline (3-1) avec les honneurs au Standard (D1).

## Résultats dans les divisions nationales
Statistiques mises à jour le 21 mai 2023

### Bilan
| Niv | Divisions     | Jouées | Titres | TM Up | TM Down |
| --- | ------------- | ------ | ------ | ----- | ------- |
| I   | 1re nationale | 0      | 0      |       |         |
| II  | 2e nationale  | 0      | 0      |       |         |
| III | 3e nationale  | 4      | 0      |       |         |
| IV  | 4e nationale  | 20     | 0      |       | 2       |
| V   | 5e nationale  | 1      | 0      |       |         |
|     |               |        |        |       |         |
|     | TOTAUX        | 25     | 0      | 0     | 2       |

- TM Up : test-match pour départager des égalités, ou toutes formes de Barrages ou de Tour final pour une montée éventuelle.
- TM Down : test-match pour départager des égalités, ou toutes formes de Barrages ou de Tour final pour le maintien.

### Classements saison par saison
| Ordre               | Saison  | Nom du club        | Niveau                 | Classement final | Remarques              |
| ------------------- | ------- | ------------------ | ---------------------- | ---------------- | ---------------------- |
| 1                   | 1943-44 | CS libramontois    | Promotion (D3) série C | 14e/14           | Relégué                |
| séries provinciales |         |                    |                        |                  |                        |
| 2                   | 1947-48 | CS libramontois    | Promotion (D3) série B | 16e/16           | Relégué                |
| séries provinciales |         |                    |                        |                  |                        |
| 3                   | 1950-51 | CS libramontois    | Promotion (D3) série A | 10e/16           |                        |
| 4                   | 1951-52 | CS libramontois    | Promotion (D3) série A | 9e/16            | Relégué                |
| 5                   | 1952-53 | CS libramontois    | Promotion série B      | 8e/16            |                        |
| 6                   | 1953-54 | CS libramontois    | Promotion série A      | 13e/16           |                        |
| 7                   | 1954-55 | CS libramontois    | Promotion série D      | 15e/16           | Relégué                |
| séries provinciales |         |                    |                        |                  |                        |
| 8                   | 1956-57 | CS libramontois    | Promotion série B      | 13e/16           |                        |
| 9                   | 1957-58 | CS libramontois    | Promotion série D      | 13e/16           |                        |
| 10                  | 1958-59 | CS libramontois    | Promotion série D      | 14e/16           | Relégué                |
| séries provinciales |         |                    |                        |                  |                        |
| 11                  | 1984-85 | R. CS libramontois | Promotion série D      | 12e/16           |                        |
| 12                  | 1985-86 | R. CS libramontois | Promotion série D      | 13e/16           |                        |
| 13                  | 1986-87 | R. CS libramontois | Promotion série D      | 8e/16            |                        |
| 14                  | 1987-88 | R. CS libramontois | Promotion série D      | 3e/16            |                        |
| 15                  | 1988-89 | R. CS libramontois | Promotion série D      | 12e/16           |                        |
| 15                  | 1989-90 | R. CS libramontois | Promotion série D      | 15e/16           | Relégué                |
| séries provinciales |         |                    |                        |                  |                        |
| 17                  | 1991-92 | R. CS libramontois | Promotion série D      | 7e/16            |                        |
| 18                  | 1992-93 | R. CS libramontois | Promotion série D      | 9e/16            |                        |
| 19                  | 1993-94 | R. CS libramontois | Promotion série D      | 12e/16           |                        |
| 20                  | 1994-95 | R. CS libramontois | Promotion série D      | 4e/16            |                        |
| 21                  | 1995-96 | R. CS libramontois | Promotion série D      | 13e/16           | Relégué après barrages |
| séries provinciales |         |                    |                        |                  |                        |
| 22                  | 1997-98 | R. CS libramontois | Promotion série D      | 13e/16           | Relégué après barrages |
| séries provinciales |         |                    |                        |                  |                        |
| 23                  | 2000-01 | R. CS libramontois | Promotion série D      | 16e/16           | Relégué                |
| séries provinciales |         |                    |                        |                  |                        |